# Pseudodoliops elegans
Pseudodoliops elegans là một loài bọ cánh cứng trong họ Cerambycidae.